# Stéphanie Paulet
Stéphanie Paulet, née à Saint-Étienne en 1973, est une musicienne classique et violoniste française.

## Biographie
Originaire de la région Rhône-Alpes, Stéphanie Paulet intègre le Conservatoire national supérieur de musique de Paris, et obtient trois premiers prix pour sa maîtrise du violon. 

## Carrière professionnelle
En trio ou au sein d'orchestres sous la direction de Claudio Abbado, Bernard Haïtink ou Philippe Herreweghe, la violoniste parcourt les scènes d'Europe et d'Asie. Pendant près d'une dizaine d'années, elle se produit comme le premier violon d'ensembles baroques parisiens tels le Concert d'Astrée, Il Seminario Musicale ou Les Talens Lyriques. Depuis novembre 2012, Stéphanie Paulet est le premier violon de l'Insula Orchestra dirigé par Laurence Equilbey, une formation musicale spécialisée dans la pratique des instruments historiques.
La même année, la musicienne fonde Aliquando. Elle a auparavant été membre de différentes formations de chambre, et notamment membre fondateur du Trio Pantoum avec lequel elle remporte plusieurs prix de concours internationaux, du trio Il Convito sur instruments anciens avec lequel elle se produit en Amérique, au Canada, en Suède. Stéphanie Paulet mêle à ses créations une réflexion historique autour des répertoires baroque et classique. Un premier projet, La Machine aux couleurs, en partenariat avec la Fondation Royaumont, est présenté à Dardilly en juin 2012. Du théâtre à la musique classique, le spectacle s'attache aux liens possibles entre des pièces pour violon seul et les textes de Denis Diderot. 
La formation donne lieu à deux enregistrements, Amusements (2012) dédié au compositeur français Louis-Gabriel Guillemain, et Minoritenkonvent (2015), ; pour ce second projet, elle se joint à l'organiste Elisabeth Geiger afin de redonner vie au manuscrit XIV 726 encore peu exploré par les musiciens. Cet ensemble de sonates datant du XVIIe siècle a été retrouvé dans le Couvent des Minorites à Vienne. 
En 2014, elle est nommée Chevalier des Arts et des Lettres.  
En 2015, associée à l'organiste, pianiste et claveciniste japonaise Yasuko Uyama-Bouvard, elle propose une réinterprétation des sonates de Wolfgang Amadeus Mozart. 
Stéphanie Paulet a enseigné aux conservatoires de Saint-Maur-des-Fossés, Versailles et Besançon, ainsi qu'à la Hochschule de Bremen pendant cinq années.

## Discographie

### Aliquando
- 2012 : Amusements de Louis-Gabriel Guillemain, Aliquando, Muso, Harmonia Mundi
- 2015 : Minoritenkonvent d'Heinrich Ignaz Franz von Biber, Giovanni Bonaventura Viviani, Jan Ignác František Vojta (en), Nikolaus Faber et Johann Caspar Teubner, avec Elisabeth Geiger et Stéphanie Paulet, Aliquando, Muso

### Collaborations en musique de chambre
- 2015 : Wilhelm Friedemann Bach : Concertos, Mirare
- 2015 : Wolfgang Amadeus Mozart : Sonates pour pianoforte avec l'accompagnement d'un violon, par Stéphanie Paulet et Yasuko Uyama-Bouvard, Hortus
- 2016 : Wolfgang Amadeus Mozart : Quatuors avec pianoforte KV 478 et 493, avec Daniel Isoir, Diane Chmela et Mathurin Matharel, Muso
- 2018 : Franz Schubert : Sonates pour violon, avec  Daniel Isoir au piano, Muso
- 2021 : J.S. Bach, Intuitions :  Sonates, Sinfonias, Partitas, Chorals, avec Elisabeth Geiger à l'orgue, Paraty

## Distinctions
- 2014 : Chevalier des Arts et des Lettres